# QRpedia

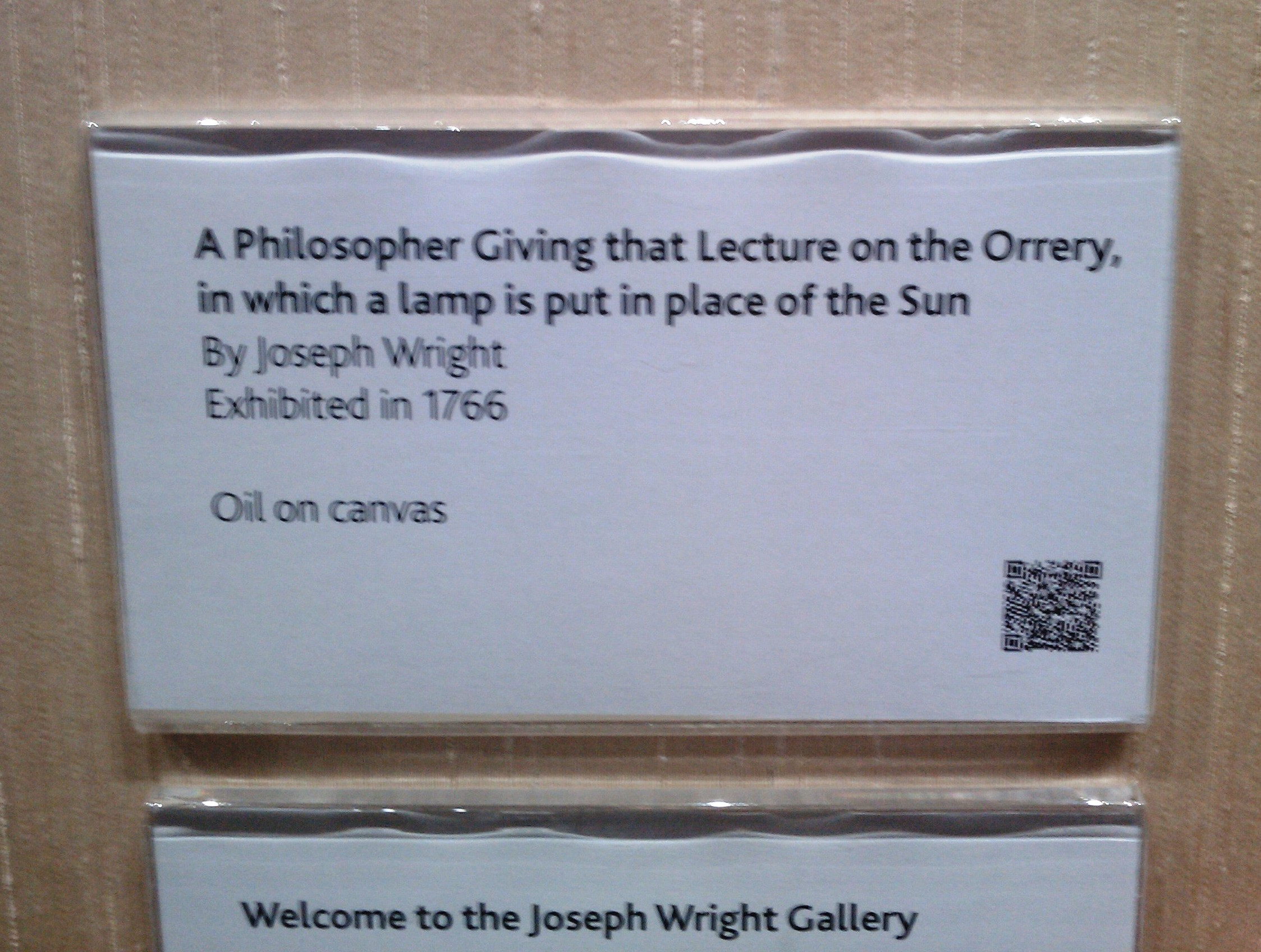
QRpedia-koden för artikeln "A Philosopher Lecturing on the Orrery" i Derby Museum. Artikeln finns tillgänglig på 17 språk, inklusive esperanto, italienska, japanska, katalanska, portugisiska, ryska, svenska och tjeckiska, från och med augusti 2011.

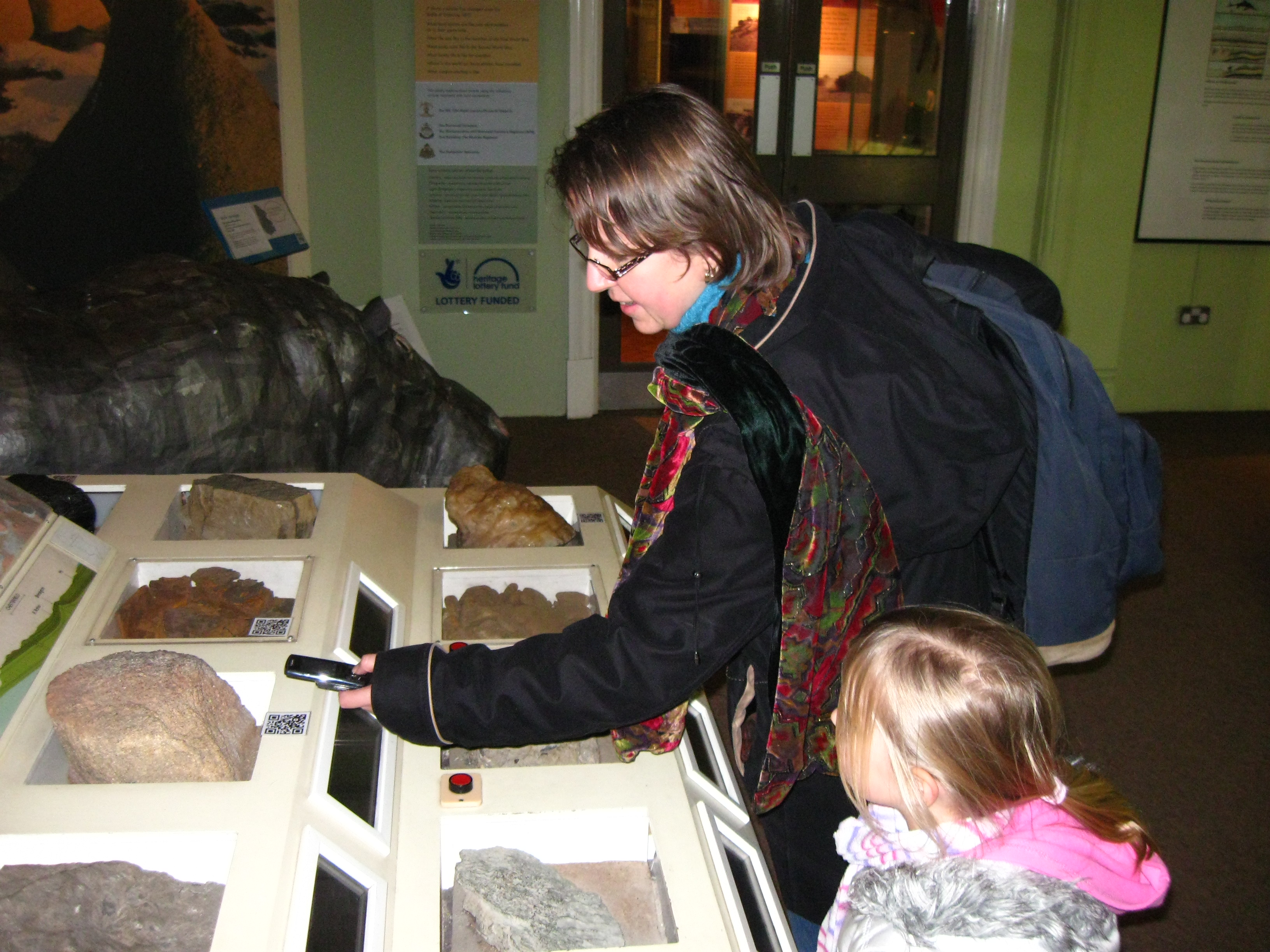
Besökare på Derby Museum använder en mobiltelefon för att skanna in en QRpedia QR-kod.

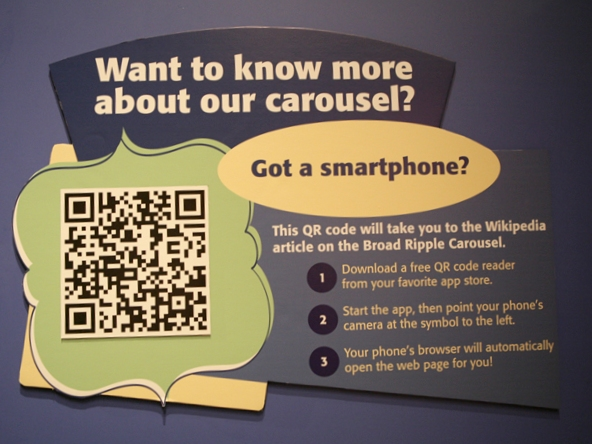
En etikett i The Children’s Museum of Indianapolis som använder en QRpedia-kod för att leda besökare till Wikipediaartikeln ":en:Broad Ripple Park Carousel"

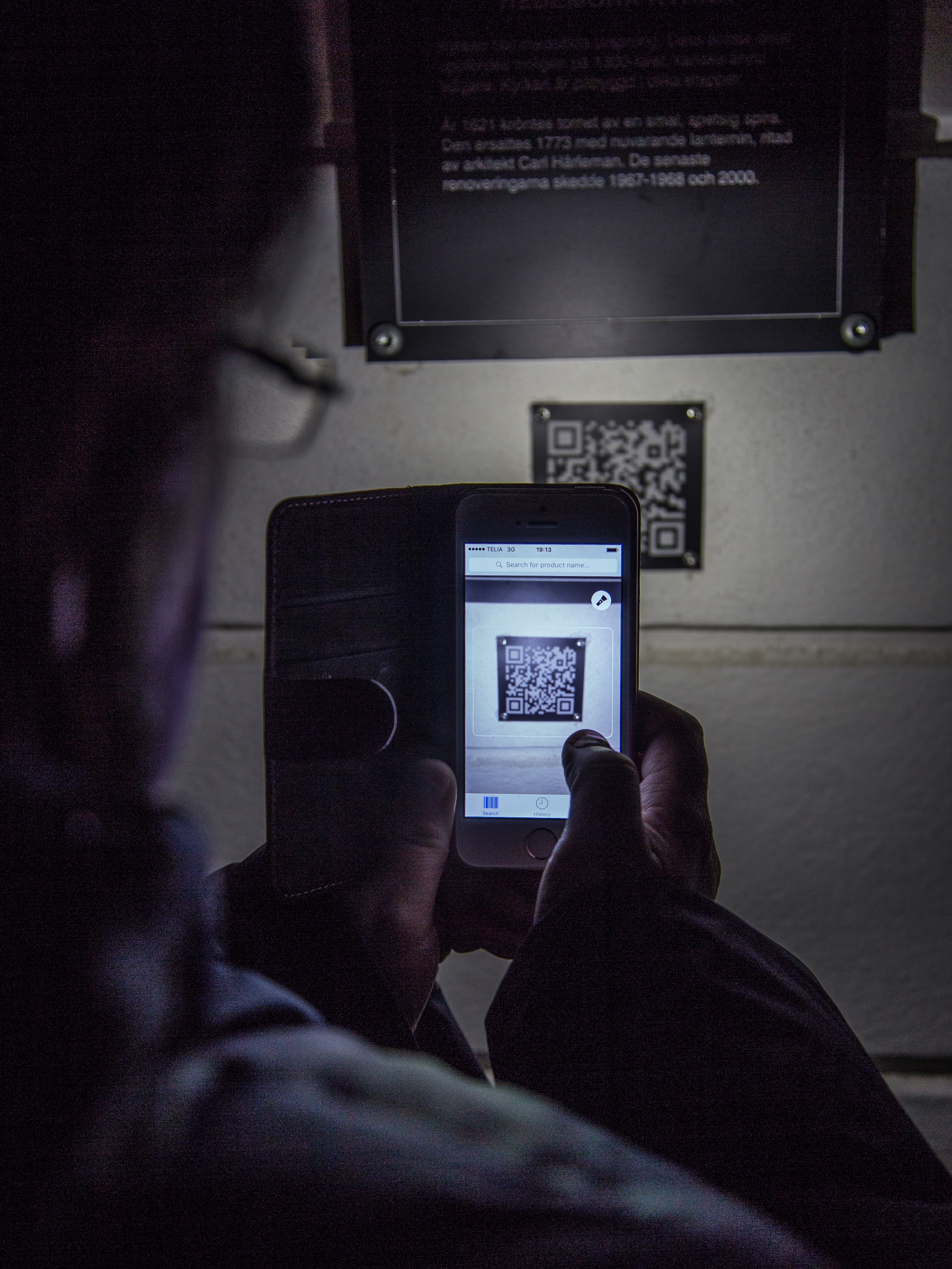
QRpedia-kod vid Hedemora kyrka, en del av Kulturpromenad Hedemora.

QRpedia är namnet på ett wikipedianära projekt och den mobila webbens informationssystem som utvecklades i projektet. Systemet kan användas för att enkelt och billigt informera till exempel museibesökare och turister på flera språk, med hjälp av redan existerande Wikipedia-material. QRpedia används för närvarande på museer i Storbritannien, USA, Spanien och Sverige. 
QRpedia använder QR-koder för att leverera Wikipediaartiklar till mobilanvändarna på deras eget språk. QR-koder kan lätt genereras för att länka direkt till någon Uniform Resource Identifier (URI), men QRpedia-systemet tillför även ytterligare funktionalitet.

## Användning av QRpedia
När en användare skannar in en QRpedia QR-kod på sin mobiltelefon, avkodar telefonen QR-koden till en "länk" (Uniform Resource Locator, URL) genom att använda domännamnet "språkkod.qrwp.org" och som sista del av URL:en titeln på en Wikipedia-artikel. Sedan skickar telefonen en förfrågan om den artikeln som anges i URL:en till QRpedias webbserver. Telefonen skickar också sin språkinställning på samma gång.
QRpedias webbserver använder sedan Wikipedias API för att avgöra om det finns en version av den angivna Wikipediaartikeln på det språk som används i telefonen. Om artikeln finns, skickas den i ett mobilt format till telefonen. Om den språkversionen av artikeln inte finns, gör QRpediaservern en sökning för orden i artikelns titel på det aktuella språket i Wikipedia, och returnerar resultaten till telefonen.
På detta sätt kan en QR-kod leverera samma artikel på många språk, även då institutionen i fråga inte kan göra egna översättningar till tillräckligt många språk. QRpedia registrerar också användarstatistik.

## Historik
QRpedia utvecklades av Roger Bamkin, ordförande för Wikimedia Storbritannien, och Terence Eden, en mobil-webb konsult, och lanserades den 9 april 2011  vid evenemanget Derby Museum Backstage Pass. Evenemanget var del av samarbetsprojektet mellan Derby Museum and Art Gallery och Wikipedia, under vilket det även skapades över 1 200 Wikipedia-artiklar på flera språk.  Projektets namn är ett sammansatt ord som kombinerar initialerna "QR" från "QR (Quick Response) kod" och "pedia" från "Wikipedia".
Projektets mjukvara är fri programvara med öppen källkod: den får fritt återanvändas enligt licensen MIT License.

## Användning i olika länder
Systemet kan användas varsomhelst där mobiltelefonen får en datasignal. Från och med september 2011 är QRpedia i bruk på dessa ställen:
- The Children’s Museum of Indianapolis, USA[2][12]
- Derby Museum and Art Gallery, England[4]
- Fundació Joan Miró, Spanien,[4][13] inklusive en vandringsutställning som visas på Tate-gallerian[4]
- Riksarkivet, Storbritannien[14][15]
- Livrustkammaren, Sverige.[16]
- Kulturpromenad Hedemora och Hedemora gammelgård, Sverige (invigt 2015).